# Glenea baramensis
Glenea baramensis là một loài bọ cánh cứng trong họ Cerambycidae.